# Poezja polityczna
Poezja polityczna – jeden z odłamów tzw. literatury okolicznościowej. Tematycznie pozostawała w bezpośrednim związku z określonym wydarzeniem publicznym o charakterze politycznym. Towarzyszyła wydarzeniom w czasie: była aktualnie upowszechniana drukiem, odpisywany ręcznie czy też wykonywany ustnie. O strukturze utworu decydowała postawa podmiotu wypowiedzi wobec prezentowanej postaci lub faktu. Była ona w jawny, ostentacyjny sposób sugerowana i narzucana odbiorcy. Należało zjednać przychylność lub wzbudzić niechęć do określonej osoby czy sprawy. Za wiersz polityczny można uznać Wiersz o zabiciu Andrzeja Tęczyńskiego.

## Formy
Poezja polityczna przyjmowała dwie zasadnicze formy:
- agitacyjną - częstsza forma, która pojawiała się, gdy chodziło o propagowanie programu politycznego,
- refleksyjną - rzadsza forma, która miała miejsce, gdy wydarzenia ważne dla ogółu stawały się powodem osobistego, intelektualnego i emocjonalnego poruszenia autora.

## Autor
Autor utworu z gatunku poezji politycznej propagował jedynie poglądy, jakie uznał za słuszne i bliskie grupie społecznej, z którą się solidaryzował i której dążenia oraz opinie starał się wyrazić w formie poetyckiej. Autorami tego typu poezji w okresie staropolskim byli najczęściej przedstawiciele szlachty, ale nie tylko. Poetą bywał też utalentowany pisarz zatrudniony przez szlachtę (oczywiście reprezentował wtedy interesy całego stanu lub konkretnego rodu), mieszczanin, żak, bakałarz opisujący stan rzeczy ze swojego punktu widzenia. 
Utwory polityczne w większości przypadków cechuje anonimowość, gdyż poezja polityczna była traktowana jako wytwór zbiorowości. Miało to wpływ na konstrukcję podmiotu mówiącego, prezentującego się z zasady jako uczestnik zbiorowości, przemawiający w jej imieniu i pragnący kształtować świadomość czytelników. Odbiorca zaś przyjmował utwór jako tekst anonimowy. Wpływ na to miała odrębność kulturowa staropolszczyzny i ówczesne poglądy na własność autorską. Powszechna była też tzw. anonimowość świadoma. Wypływała ona z troski autorów o bezpieczeństwo osobiste. Czasami pisanie na korzyść jednej grupy wiązało się z narażeniem drugiej. Poeta mógł być nieznany również z innych powodów: nie znamy autorów przeważającej liczby utworów polskich, gdyż byli to często poeci z przypadku - wypowiedzieli się raz jeden na temat szczególnie ich interesujący, zabrali głos w dyskusji publicznej nie troszcząc się o uwiecznienie swojego nazwiska.

## Przeznaczenie
Wiersz polityczny w okresie staropolskim odgrywał rolę podstawowego środka propagandy. Wynikało to z konieczności (innych środków przekazu, poza literackimi, najzwyczajniej nie było) i z postulatów estetycznych. Nakazywały one poetom zajmowanie się sprawami, które obchodzą społeczeństwo.
Poezja polityczna zajmuje w ogólnym dorobku staropolszczyzny jedno z najważniejszych miejsc zapewniając szeroką i autentyczną reprezentatywność ówczesnych postaw i poglądów.